# دي سوتو (تكساس)
دي سوتو (بالإنجليزية: DeSoto, Texas)‏ هي مدينة تقع في مقاطعة دالاس بولاية تكساس في شمال شرق الولايات المتحدة. تأسست عام 1949، تبلغ مساحة هذه المدينة 55.9 (كم²)، وترتفع عن سطح البحر 203 م، بلغ عدد سكانها 51102 نسمة في عام 2012 حسب إحصاء مكتب تعداد الولايات المتحدة .

## التركيبة السكانية
حدّد مكتب تعداد الولايات المتحدة بيانات التركيبة السكانية لدي سوتو في تعداد الولايات المتحدة. في ما يلي، التركيبة السكانية حسب تعدادي 2000 و2010.

### تعداد عام 2000
بلغ عدد سكان دي سوتو 37,646 نسمة بحسب تعداد عام 2000، وبلغ عدد الأسر 13,709 أسرة وعدد العائلات 10,464 عائلة مقيمة في المدينة. في حين سجلت الكثافة السكانية 670.8 نسمة لكل كيلومتر مربع (1,737.4/ميل2). وبلغ عدد الوحدات السكنية 14,069 وحدة بمتوسط كثافة قدره 250.7 لكل كيلومتر مربع (649.3/ميل2).
وتوزع التركيب العرقي للمدينة بنسبة 48.83% من البيض و45.53% من الأمريكيين الأفارقة و0.31% من الأمريكيين الأصليين و1.29% من الأمريكيين ذوي الأصول الآسيوية و0.03% من سكان جزر المحيط الهادئ و2.56% من الأعراق الأخرى و1.44% من عرقين مختلطين أو أكثر و7.30% من الهسبانيون أو اللاتينيون من أي عرق.
بلغ عدد الأسر 13,709 أسرة كانت نسبة 43.4% منها لديها أطفال تحت سن الثامنة عشر تعيش معهم، وبلغت نسبة الأزواج القاطنين مع بعضهم البعض 58.8% من أصل المجموع الكلي للأسر، ونسبة 14.1% من الأسر كان لديها معيلات من الإناث دون وجود شريك، بينما كانت نسبة 3.4% من الأسر لديها معيلون من الذكور دون وجود شريكة وكانت نسبة 23.7% من غير العائلات. تألفت نسبة 20.6% من أصل جميع الأسر من عدة أفراد يعيشون في نفس المنزل ونسبة 6.1% كانت تتألف من شخص يعيش بمفرده يبلغ من العمر 65 عاماً أو أكثر. وبلغ متوسط حجم الأسرة المعيشية 2.71، أما متوسط حجم العائلات فبلغ 3.14.
بلغ العمر الوسطي للسكان 36.1 عاماً. وكانت نسبة 28.2% من القاطنين تحت سن الثامنة عشر، وكانت نسبة 7.5% بين الثامنة عشر والرابعة والعشرين عاماً، ونسبة 30.1% كانت واقعةً في الفئة العمرية ما بين الخامسة والعشرين والرابعة والأربعين عاماً، ونسبة 24.7% كانت ما بين الخامسة والأربعين والرابعة والستين، ونسبة 8.3% كانت ضمن فئة الخامسة والستين عاماً فما فوق. يوجد لكل 100 أنثى 89.5 ذكر، ويوجد لكل 100 أنثى في الثامنة عشر من عمرها فما فوق 84.3 ذكر.
بلغ متوسط دخل الأسرة في المدينة 57,699 دولارًا، أما متوسط دخل العائلة فبلغ 66,986 دولارًا. وكان متوسط دخل الذكور 41,847 دولارًا مقابل 33,179 دولارًا للإناث. وسجل دخل الفرد الخاص بالمدينة 25,650 دولارًا. وكانت نسبة 4.1% من العائلات ونسبة 5.5% من السكان تحت خط الفقر، وكان من هؤلاء نسبة 8% تحت سن الثامنة عشر ونسبة 7.8% في الخامسة والستين من العمر وما فوق.

### تعداد عام 2010
بلغ عدد سكان دي سوتو 49,047 نسمة بحسب تعداد عام 2010، وبلغ عدد الأسر 18,210 أسرة وعدد العائلات 12,979 عائلة مقيمة في المدينة. في حين سجلت الكثافة السكانية 874 نسمة لكل كيلومتر مربع (2,263.6/ميل2). وبلغ عدد الوحدات السكنية 19,488 وحدة بمتوسط كثافة قدره 347.3 لكل كيلومتر مربع (899.5/ميل2).
وتوزع التركيب العرقي للمدينة بنسبة 23.16% من البيض و68.60% من الأمريكيين الأفارقة و0.41% من الأمريكيين الأصليين و0.93% من الأمريكيين ذوي الأصول الآسيوية و0.04% من سكان جزر المحيط الهادئ و4.96% من الأعراق الأخرى و1.90% من عرقين مختلطين أو أكثر و12.06% من الهسبانيون أو اللاتينيون من أي عرق.
بلغ عدد الأسر 18,210 أسرة كانت نسبة 38.7% منها لديها أطفال تحت سن الثامنة عشر تعيش معهم، وبلغت نسبة الأزواج القاطنين مع بعضهم البعض 47.6% من أصل المجموع الكلي للأسر، ونسبة 19.6% من الأسر كان لديها معيلات من الإناث دون وجود شريك، بينما كانت نسبة 4% من الأسر لديها معيلون من الذكور دون وجود شريكة وكانت نسبة 28.7% من غير العائلات. تألفت نسبة 25.7% من أصل جميع الأسر من عدة أفراد يعيشون في نفس المنزل ونسبة 8.4% كانت تتألف من شخص يعيش بمفرده يبلغ من العمر 65 عاماً أو أكثر. وبلغ متوسط حجم الأسرة المعيشية 2.68، أما متوسط حجم العائلات فبلغ 3.22.
بلغ العمر الوسطي للسكان 37.8 عاماً. وكانت نسبة 26.9% من القاطنين تحت سن الثامنة عشر، وكانت نسبة 7.9% بين الثامنة عشر والرابعة والعشرين عاماً، ونسبة 26% كانت واقعةً في الفئة العمرية ما بين الخامسة والعشرين والرابعة والأربعين عاماً، ونسبة 28.4% كانت ما بين الخامسة والأربعين والرابعة والستين، ونسبة 10.8% كانت ضمن فئة الخامسة والستين عاماً فما فوق. وتوزع التركيب الجنسي للسكان بنسبة 45.8% ذكور و54.2% إناث.

## أعلام
- سيراس غراي
- دالاس شيرلي
- كارين عطية
- تيكس شيرلي
- جوشوا ريغان
- مات جونز
- سيدني كارتر

## وصلات خارجية
- The City of DeSoto, Texas
- The US50 - Cities and Towns in Texas State